# Зинон Веронски
Зинон или Зенон (на латински: Zeno) e епископ на Верона, обявен за светец.

## Биография
Зенон е от мавретански произход. Неговото име произлиза от гръцкия баща на боговете Зевс.
На 8 декември 362 г. Зенон наследява Крицин като епоскоп на Верона. Зенон имал доста добри познания за древните философи, поети и оратори. Той се борил против привържениците на арианството. Автор е на трактати, от които са запазени 93.
Неговият гроб се намира в епископската църква на Верона „Свети Зенон Маджоре“, издигната върху неговия гроб. Той е патрон на Верона. Чества се на 12 април.